# 叶城小蒜芥
叶城小蒜芥（学名：Microsisymbrium yechengicum）为十字花科小蒜芥属下的一个种。

## 扩展阅读
維基物種上的相關：叶城小蒜芥